# کریستیان پفانبرگر
کریستیان پفانبرگر (آلمانی: Christian Pfannberger؛ زادهٔ ۹ دسامبر ۱۹۷۹) دوچرخه‌سوار اهل اتریش است.
وی عضو تیم دوچرخه‌سواری بارلوورد و تیم کاتیوشا–آلپتسین بوده است.